# Thierry Arbogast
Thierry Arbogast (* 24. Januar 1956 in Paris) ist ein französischer Kameramann. Er hat in seiner Laufbahn mehrere europäische Preise gewonnen und ist der am häufigsten für den französischen Filmpreis César nominierte Kameramann. Seine Karriere umfasst mittlerweile drei Jahrzehnte und beinhaltet vor allem  französische Produktionen, aber auch Hollywood-Filme.

## Leben

### Anfänge
Nach eigenen Angaben begann Arbogast sich schon im Alter von ungefähr elf Jahren für das fotografische Bild zu interessieren. Er begann zu fotografieren und drehte Filme in den Schmalfilmformaten Super 8 und 16 mm. Schon früh entschied er sich, im Filmbereich arbeiten zu wollen. Über einen Bekannten im Filmbereich erhielt Arbogast mit siebzehn Jahren dann seine erste Stelle als Kameraassistent bei einem Film. Über die anfänglichen Hilfs- und Assistenztätigkeiten arbeitete sich Arbogast in der Folgezeit zum Kameramann hoch, eine Funktion, die er seit 1982 regelmäßig bei Filmproduktionen bekleidet.

### Tätigkeit als Kameramann
Im Zentrum seiner Arbeit steht für Arbogast die Zusammenarbeit mit dem Regisseur des Films. Er hält die Fähigkeit, sich auf die Vorstellungen des Regisseurs einzulassen und ihn bei der Umsetzung zu unterstützen, für eine der zentralen Anforderungen an einen Kameramann. Dementsprechend sucht sich Arbogast seine Filmprojekte primär nach dem Regisseur aus und zieht ein persönliches Treffen mit ihm der Lektüre von Drehbüchern vor.
Häufig hat Arbogast mit dem französischen Regisseur Luc Besson zusammengearbeitet. Unter ihren gemeinsamen Werken finden sich unter anderem Bessons erster Langfilm Nikita sowie Léon – Der Profi und Das fünfte Element. Über die Zusammenarbeit berichtet Arbogast, er und Besson hätten von Anfang an auf derselben Wellenlänge gelegen, auch wenn Besson zuweilen genau das Gegenteil von dem mache, was Arbogast täte. Während der ersten Hälfte der Dreharbeiten sei Besson in der Regel angespannt und wechsle erst nach einer Weile in einen weniger druckvollen Arbeitsmodus.
Weitere Regisseure, mit denen Arbogast mehrmals zusammengearbeitet hat, sind unter anderem Jean-Paul Rappeneau, André Téchiné, Éric Barbier und Mathieu Kassovitz. Als liebste Schauspielerin nennt Arbogast Isabelle Adjani, mit der er für den 2003 erschienenen Film Bon Voyage zusammengearbeitet hatte. Er bescheinigt ihr die Fähigkeit, sich selbst ins rechte Licht setzen zu können, was ihm seine Arbeit bedeutend erleichtere.
Arbogast schätzt die Mitarbeit an vielen unterschiedlichen Filmen und zögert, Lieblingsfilme unter ihnen zu benennen. Als direkte Vorbilder seiner Arbeit nennt Arbogast den italienischen Kameramann Vittorio Storaro sowie den US-amerikanischen Kameramann Gordon Willis, der unter anderem bei vielen Woody-Allen-Klassikern die Kamera führte. Außerdem bewundert Arbogast die Kameraarbeit der französischen Kameramänner Bruno Nuytten, Pierre Lhomme und Ghislain Cloquet. Arbogast filmt nach eigenen Angaben von 2006 am liebsten mit einer Lightway und einer Studio, nachdem er zuvor (z. B. bei Die purpurnen Flüsse) noch der Panavision den Vorzug gegeben hatte. Die Auswahl der Optik trifft er zusammen mit dem Regisseur, persönlich bevorzugt er CinemaScope – trotz der gestalterischen Einschränkungen, die mit dieser Formatwahl einhergehen.

## Filmografie
- 1988: Eine Geschichte über den Wind (Une histoire de vent)
- 1990: Nikita
- 1991: Super, meine Eltern lassen sich scheiden! (Génial, mes parents divorcent!)
- 1991: Höllenglut (Le brasier)
- 1991: Ich küsse nicht (J’embrasse pas)
- 1992: Flucht durch die Wolken (La fille de l'air)
- 1993: Meine liebste Jahreszeit (Ma saison préférée)
- 1994: Léon – Der Profi (Léon)
- 1995: Der Husar auf dem Dach (Le Hussard sur le toit)
- 1996: Lügen der Liebe (L’appartement)
- 1996: Ridicule – Von der Lächerlichkeit des Scheins (Ridicule)
- 1997: Das fünfte Element (Le Cinquième Élément)
- 1997: Alles aus Liebe (She’s So Lovely)
- 1998: Schwarze Katze, weißer Kater (Crna mačka, beli mačor)
- 1999: Wing Commander
- 1999: Johanna von Orleans (	The Messenger: The Story of Joan of Arc)
- 2000: Die purpurnen Flüsse (Les Rivières pourpres)
- 2000: Toreros
- 2000: Woman on Top
- 2000: The Dancer
- 2001: Kiss of the Dragon
- 2002: Femme Fatale
- 2003: Bon Voyage
- 2004: Catwoman
- 2005: Angel-A
- 2006: Bandidas
- 2006: Arthur und die Minimoys (Arthur et les Minimoys)
- 2008: Asterix bei den Olympischen Spielen (Astérix aux Jeux Olympiques)
- 2008: Babylon A.D.
- 2008: Human Zoo
- 2009: Arthur und die Minimoys 2 – Die Rückkehr des bösen M (Arthur et la Vengeance de Maltazard)
- 2010: Adèle und das Geheimnis des Pharaos (Les aventures extraordinaires d’Adèle Blanc-Sec)
- 2010: Arthur und die Minimoys 3 – Die große Entscheidung (Arthur et la Guerre des deux mondes)
- 2013: Malavita – The Family (The Family)
- 2014: 3 Days to Kill
- 2014: Lucy
- 2015: Lolo – Drei ist einer zu viel (Lolo)
- 2017: Valerian – Die Stadt der tausend Planeten (Valerian and The City of A Thousand Planets)
- 2019: Anna (ᴀɴᴎᴀ)
- 2021: The Last Mercenary (Le dernier mercenaire)
- 2021: Ambush – Kein Entkommen (Al Kameen)
- 2021: Blast – Gegen die Zeit (Déflagrations)
- 2023: Freelance
- 2023: Prinzen der Wüste – Schneller als der Wind (Zodi et Téhu, frères du désert)
- 2024: Canary Black

## Auszeichnungen
Arbogast bekam 1997 bei den Filmfestspielen in Cannes den Technik-Grand-Prix für die Kameraarbeit in Alles aus Liebe und Das fünfte Element. Im darauffolgenden Jahr erhielt Arbogast eine Nominierung beim Europäischen Filmpreis für seine Kameraführung in Schwarze Katze, weißer Kater.
Insgesamt wurde Arbogast achtmal für einen César nominiert, was ihn zum am häufigsten für den nationalen französischen Filmpreis nominierten Kameramann macht. Dreimal konnte er die Auszeichnung mit nach Hause nehmen: 1996 für Der Husar auf dem Dach, 1998 für Das fünfte Element sowie 2004 für Bon Voyage.
Seine Arbeit wurde außerdem auf einem mazedonischen und einem polnischen Filmfestival honoriert, deren Fokus auf Kameraführung im Film liegt.